# Relax
Relax é um single da banda Frankie Goes to Hollywood, lançado em 1983.

### Weekly charts
| Chart (1983–1985)                           | Peak position |
| ------------------------------------------- | ------------- |
| Austrália (Kent Music Report)               | 5             |
| Áustria (Ö3 Austria Top 75)                 | 4             |
| Bélgica (Ultratop 50 de Flandres)           | 2             |
| Canadá (RPM Top Singles)                    | 11            |
| Dinamarca (Tracklisten)                     | 5             |
| Europa (Eurochart Hot 100 Singles)          | 1             |
| Finlândia (The Official Finnish Charts)     | 1             |
| França (SNEP)                               | 1             |
| Irlanda (IRMA)                              | 3             |
| Itália (Musica e dischi)                    | 1             |
| Países Baixos (Dutch Top 40)                | 5             |
| Países Baixos (Single Top 100)              | 5             |
| Nova Zelândia (Recorded Music NZ)           | 10            |
| Noruega (VG-lista)                          | 2             |
| Polônia (ZPAV)                              | 18            |
| Portugal (Portugal Singles Chart)           | 18            |
| Espanha (AFYVE)                             | 1             |
| Suécia (Sverigetopplistan)                  | 4             |
| Suíça (Schweizer Hitparade)                 | 1             |
| Tailândia (Thailand Singles Chart)          | 1             |
| UK Singles (OCC)                            | 1             |
| Estados Unidos (Billboard Hot 100)          | 10            |
| Estados Unidos (Billboard Dance Club Songs) | 20            |
| Alemanha Ocidental (Official German Charts) | 1             |